# 臼杵鑑続
臼杵 鑑続（うすき あきつぐ）は、戦国時代の武将。大友氏の家臣。筑前国柑子岳城主。
臼杵氏は豊後国大友氏の庶流戸次氏の流れを汲み、大友氏の一族に当たる。鑑続の生年は明応の後半から文亀の年と推定される。
父・臼杵長景の死後、家督を継ぎ加判衆として大友義鑑・義鎮（宗麟）の二代にわたって仕えた。主に外交面で活躍し、たびたび室町幕府への使者となり、周防国・長門国守護の大内氏との関係を修復するための和睦交渉や、実子の無い大内義隆に義鑑の子・晴英（大内義長）を猶子として養子縁組することや、義鎮と一色義清の娘との婚礼交渉などで多大な功績を挙げたという。その他筑前の柑子岳城主の時には大友の貿易を仕切っていたと考えられる。
一部ゲームなどで永正6年生まれとされているが、永正5年（1508年）には8歳から10歳前後の年齢であり誤りである。